# Jornal de Coimbra
O Jornal de Coimbra foi uma publicação portuguesa que circulou entre 1812 a 1820.
O jornal de circulação mensal, era impresso em Lisboa na Tipografia Régia. O estudo da historiadora Maria de Fátima Nunes, do Departamento de História da Universidade de Évora, "A Universidade e a divulgação de conhecimentos científicos e úteis no Jornal de Coimbra (1812-1820)" fala sobre o jornal.
A dissertação de João Paulo Barrigão Rodrigues, apresentada à Faculdade de Letras da Universidade de Coimbra, "O Jornal de Coimbra: subsídios para o estudo do primeiro jornal português de Higiene e Saúde Pública" apresenta um estudo aprofundado sobre este importante periódico que veio ao prelo em inícios do século XiX. Biblioteca Central FLUC, Biblioteca Geral UC, UCFL I. Hist Teoria Ideias; B-103-5-3, 9-(1)-12-23-29, 2D-7-42
Em meados dos anos 80 do século XX circulou um semanário regional, "Jornal de Coimbra", dirigido por Jorge Castilho.